# ロブ・ミンコフ
ロブ・ミンコフ（Rob Minkoff, 1962年8月11日 - ）は、アメリカ合衆国のアニメーター、映画監督、映画プロデューサー。

## フィルモグラフィー
- おなかが大変! Tummy Trouble (1989) - 監督 ※ディズニーの短編映画
- ローラー・コースター・ラビット（英語版） Roller Coaster Rabbit (1990) - 監督 ※ディズニーの短編映画
- ライオン・キング The Lion King (1994) - 監督
- スチュアート・リトル Stuart Little (1999) - 監督
- スチュアート・リトル2 Stuart Little 2 (2002) - 監督・製作総指揮
- ホーンテッドマンション The Haunted Mansion (2003) - 監督・製作総指揮
- ドラゴン・キングダム The Forbidden Kingdom (2008) - 監督
- ライオン・キング ディズニー デジタル3D The Lion King (2011) - 監督
- フライペーパー! 史上最低の銀行強盗 Flypaper (2011) - 監督
- 天才犬ピーボ博士のタイムトラベル Mr. Peabody & Sherman (2014) - 監督